# Neolentinus dactyloides
Neolentinus dactyloides är en svampart som först beskrevs av Cleland, och fick sitt nu gällande namn av Redhead & Ginns 1985. Neolentinus dactyloides ingår i släktet Neolentinus och familjen Polyporaceae.   Inga underarter finns listade i Catalogue of Life.